# 德国防护巡洋舰列表

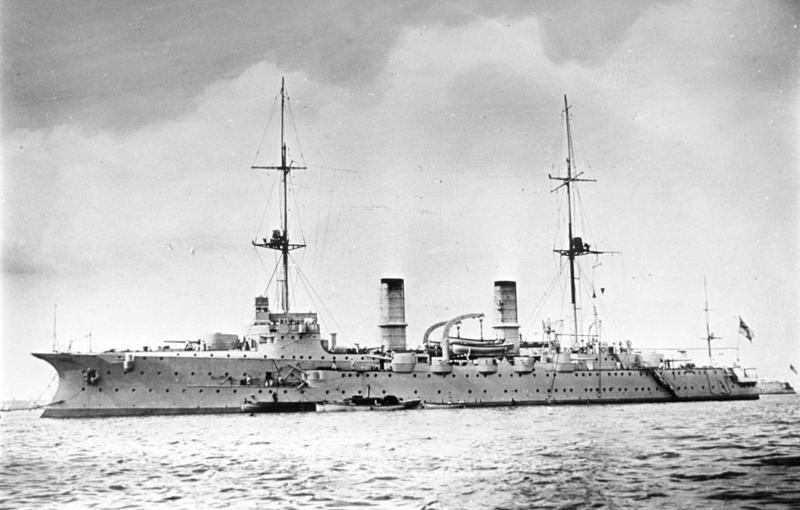
维多利亚·路易丝级防护巡洋舰汉萨号

德意志帝国海军在1880年代至1890年代期间，从伊伦娜级两艘姊妹舰开始建造一系列防护巡洋舰。除此之外德国海军另外建造两级防护巡洋舰，其中包括6艘舰只：独级舰奥古斯塔皇后号和5艘维多利亚·路易丝级。这些舰只后来在世纪之交被以俾斯麦侯爵号为首的装甲巡洋舰所取代。由于前提尔皮茨时代的军备预算有限，德国海军尝试建造可以作为海外巡洋舰和舰队侦察舰的舰只。德国防护巡洋舰的设计通常模仿外国海军的发展。维多利亚·路易丝级的设计类似于当代德国战列舰，与外国战列舰相比，德国战列舰喜欢更小口径主炮和更多数量的副炮。
大多数德国防护巡洋舰在整个服役生涯中都在海外度过，尤其是在1890年代至20世纪初曾作为东亚分舰队的成员服役。1897年11月，威廉王妃号参与占领胶州湾租借地的行动，该地后来也成为了东亚分舰队的主要基地。1900年，奥古斯塔皇后号、赫塔号和汉萨号协助镇压中国的义和团运动。1902年至1903年间的委内瑞拉危机期间，菲内塔号参与镇压活动，轰炸了几座委内瑞拉要塞。1910年代，伊伦娜号、威廉王妃号和奥古斯塔皇后号被降级为预备役，与此同时，维多利亚·路易丝级则被用于培训海军学员。所有这些防护巡洋舰都在1920年代初被报废拆解。
| 主武器   | 主要武器的数量和类型                             |
| 装甲     | 甲板装甲的厚度                                   |
| 排水量   | 战斗满载排水量                                   |
| 推进器   | 轴的数量、推进系统的类型、可提供的最高航速和功率 |
| 服役     | 舰只开建和结束建造的日期以及其最终结局           |
| 龙骨敷设 | 开始敷设龙骨的日期                               |
| 交付日期 | 舰只交付使用的日期                               |
| 结局     | 舰只最终结局（例如沉没、拆解）                   |

## 伊伦娜级

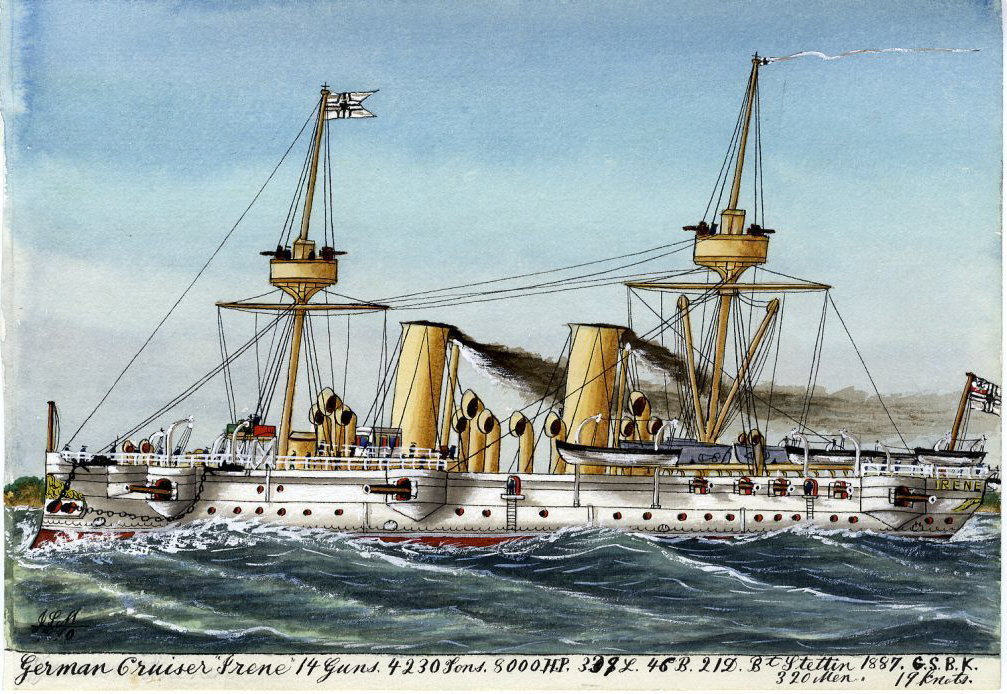
1894年伊伦娜号的绘画

伊伦娜级是德国海军的第一个防护巡洋舰建造计划。该级舰于1886年至1889年间在斯德丁的伏尔铿船厂和基尔的日耳曼尼亚船厂建造，由首舰伊伦娜号和末舰威廉王妃号所共同组成。在建造时，舰上装备14门150（5.9英寸）后膛炮，其中4门为150毫米30倍径箍炮，10门则是较短的150毫米22倍径箍炮。两舰的最高航速为18節（33每小時；21英里每小時）。在1899至1905年间，两舰都接受了现代化改装，其中武器装备升级为新式的105毫米35倍径速射炮。
两舰都曾在东亚分舰队服役。1897年11月，在奧托·馮·迪德里希海军少将的指挥下，威廉王妃号在夺取胶州湾的行动中发挥重要作用。在美西战争期间的马尼拉湾海战之后，两舰被派往菲律宾，以维护德国在当地的殖民利益。在菲律宾，伊伦娜号的出现引发与已经占领岛屿的美军舰队之间的紧张关系。两舰在十九世纪末二十世纪初返回德国国内，自此一直停留在欧洲水域，直至1914年从一线退役。此后，两舰被降格为次要角色ーー伊伦娜号被用作潜水艇母舰，威廉王妃号则被当作废船，直到1920年代初被当作废品出售。
| 舰名       | 主武器          | 装甲           | 排水量                 | 推进器                                                                                     | 服役     | 服役           | 服役       |
| 舰名       | 主武器          | 装甲           | 排水量                 | 推进器                                                                                     | 龙骨敷设 | 交付日期       | 结局       |
| ---------- | --------------- | -------------- | ---------------------- | ------------------------------------------------------------------------------------------ | -------- | -------------- | ---------- |
| 伊伦娜号   | 14门150毫米舰炮 | 20（0.79英寸） | 5,027公噸（4,948長噸） | 2轴，2台二胀式蒸汽机，18.1節（33.5每小時；20.8英里每小時），8,223匹指示馬力（6,132千瓦特） | 1886年   | 1888年5月25日  | 1922年拆解 |
| 威廉王妃号 | 14门150毫米舰炮 | 20（0.79英寸） | 5,027公噸（4,948長噸） | 2轴，2台二胀式蒸汽机，18.5節（34.3每小時；21.3英里每小時），9,732匹指示馬力（7,257千瓦特） | 1886年   | 1889年11月13日 | 1922年拆解 |

## 奥古斯塔皇后号

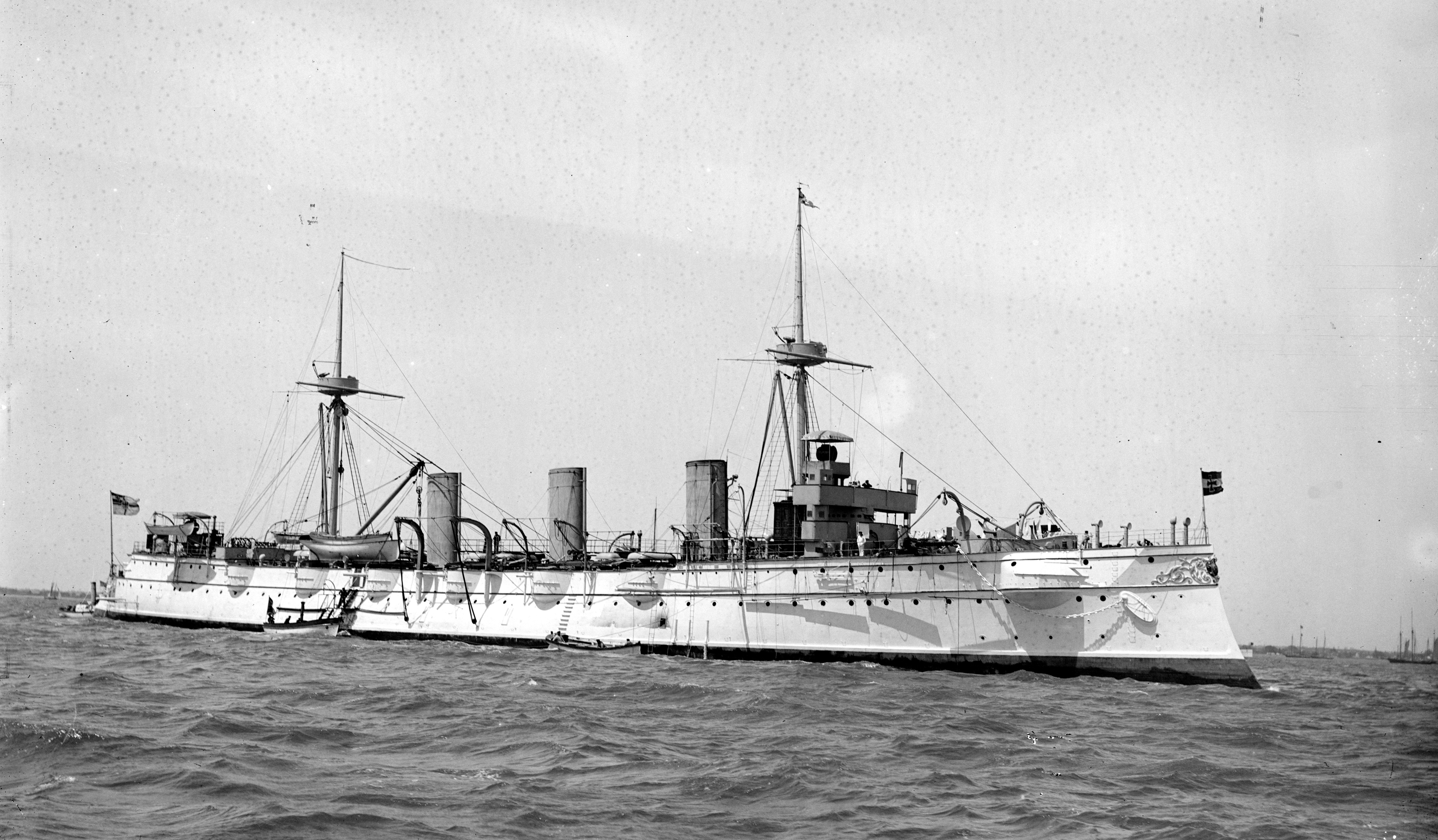
1893年的奥古斯塔皇后号

奥古斯塔皇后号是1890年代初为德国海军建造的独级防护巡洋舰。该舰于1890年在日耳曼尼亚造船厂开工，于1892年1月下水，并于同年11月完工。由于预算限制，奥古斯塔皇后号被设计成舰队侦察舰兼用作殖民地巡洋舰。在建造初期，舰上装备有4门150（5.9英寸）30倍径速射炮和8门105毫米35倍径速射炮。在1896年，这些炮被更换为12门新式的150毫米35倍径速射炮。该舰也是德国海军第一艘具有三轴螺旋桨装置的军舰。由于存在严重的稳定性问题，该舰在顶浪行进时容易灌入过量的水，而且操纵性能也很差。
1897年至1902年间，奥古斯塔皇后号在海外服役，其中主要是在东亚分舰队服役。1900年在中国水域，该舰的船员协助镇压义和团运动。1902年，“奥古斯塔皇后”号回到德国进行大规模的改装。是次改装一直持续至1907年，之后该舰被改为后备舰只。1914年第一次世界大战爆发后，奥古斯塔皇后号也被再次动员起来成为一艘炮术教练船。在整个一战期间，该舰一直担任这个角色。最终，“奥古斯塔皇后”号在1919年10月时被报废出售，并于次年被拆解。
| 舰名           | 主武器                  | 装甲        | 排水量                 | 推进器                                                                                 | 服役     | 服役           | 服役       |
| 舰名           | 主武器                  | 装甲        | 排水量                 | 推进器                                                                                 | 龙骨敷设 | 交付日期       | 结局       |
| -------------- | ----------------------- | ----------- | ---------------------- | -------------------------------------------------------------------------------------- | -------- | -------------- | ---------- |
| 奥古斯塔皇后号 | 12门150毫米35倍径速射炮 | 50（2英寸） | 6,318公噸（6,218長噸） | 3轴，3台三胀式蒸汽机，21節（39每小時；24英里每小時），14,015匹指示馬力（10,451千瓦特） | 1890年   | 1892年11月17日 | 1920年拆解 |

## 维多利亚·路易丝级

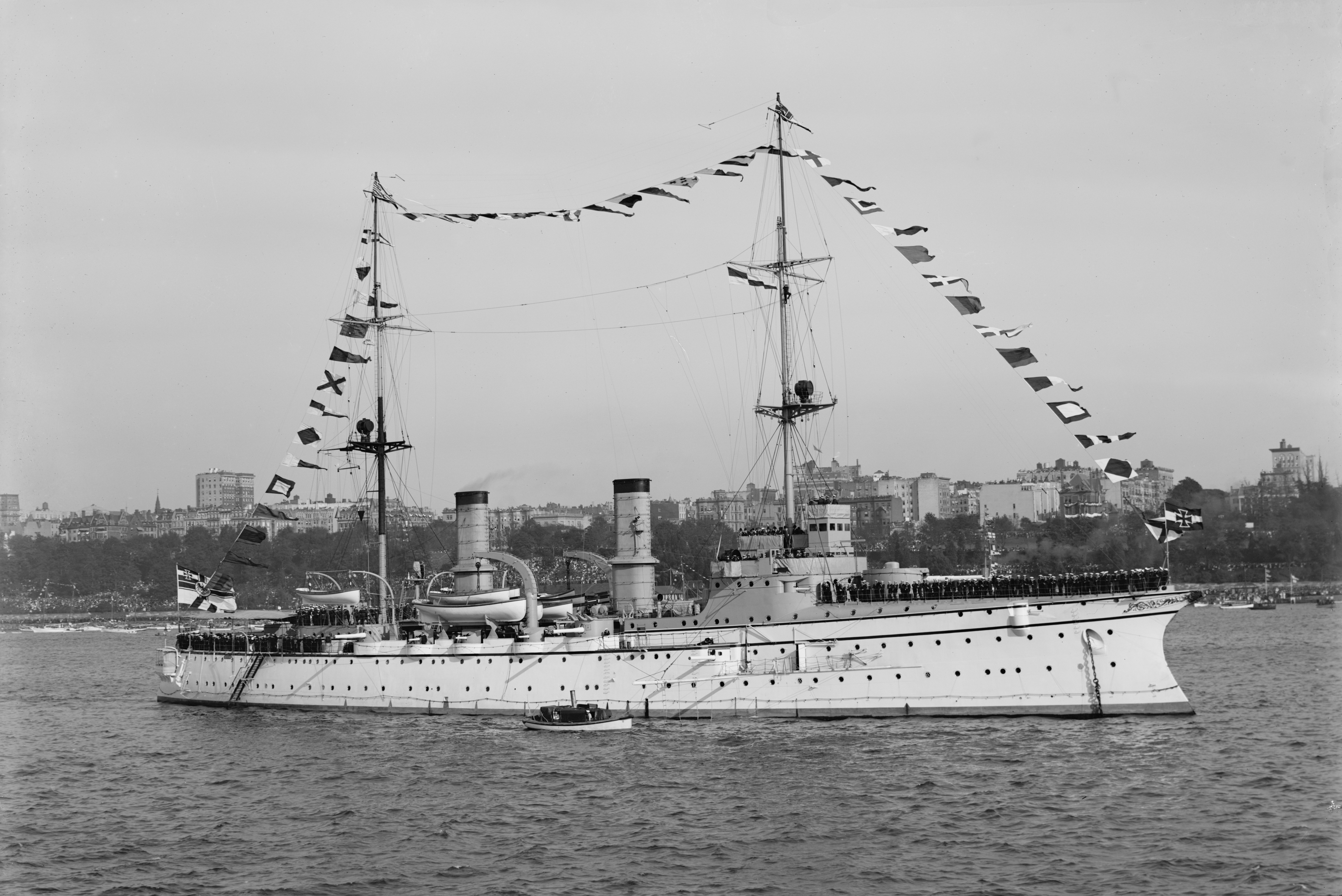
1909年访问美国的赫塔号

维多利亚·路易丝级巡洋舰是德国海军建造的最后一级防护巡洋舰。这个舰级的设计引入了快速帆和冲角的组合，以及后来德国装甲巡洋舰的典型特征——块状侧面。该舰级包括5艘舰只：首舰维多利亚·路易丝号、赫塔号、弗蕾亚号、菲内塔号和末舰汉萨号。这些舰只分别于1895年至1896年间开建，1897年至1898年间下水，并分别于次年投入使用。弗蕾亚号上安装的尼克劳斯式锅炉时常出现问题，这促使德国海军在之后的军舰上采用标准化锅炉型号。自此之后，德国海军只使用舒尔茨·桑尼克罗夫特式或船用式锅炉。本级所有5艘舰只都装备2门210毫米40倍径和8门150毫米40倍径速射舰炮作为主炮。
该舰级的舰只在德国海军旗下不同的单位服役，包括美洲基地、东亚分舰队，以及本土练习舰队等。赫塔号和汉萨号曾参加了1900年在中国对义和团运动的镇压，菲内塔号则参与了1902年至1903年间的委内瑞拉危机。在1905年至1911年间，5舰都进行现代化改造，之后都被用作海军学员的训练舰。第一次世界大战爆发时，这些舰只被调派到第五侦察集群，但很快就都退出前线任务。在接下来的战争中，这些舰只曾担任各种次要角色。维多利亚·路易丝号被改装成一艘商船，并最后在1923年被拆毁。其他4艘舰分别于1920年至1921年间报废拆解。
| 舰名              | 主武器                                        | 装甲          | 排水量                 | 推进器                                                                                   | 服役     | 服役           | 服役       |
| 舰名              | 主武器                                        | 装甲          | 排水量                 | 推进器                                                                                   | 龙骨敷设 | 交付日期       | 结局       |
| ----------------- | --------------------------------------------- | ------------- | ---------------------- | ---------------------------------------------------------------------------------------- | -------- | -------------- | ---------- |
| 维多利亚·路易丝号 | 2门210毫米40倍径速射炮 8门150毫米40倍径速射炮 | 40（1.6英寸） | 6,491公噸（6,388長噸） | 3轴，三胀式蒸汽机，19.2節（35.6每小時；22.1英里每小時），10,574匹指示馬力（7,885千瓦特） | 1895年   | 1899年2月20日  | 1923年拆解 |
| 赫塔号            | 2门210毫米40倍径速射炮 8门150毫米40倍径速射炮 | 40（1.6英寸） | 6,491公噸（6,388長噸） | 3轴，三胀式蒸汽机，19.0節（35.2每小時；21.9英里每小時），10,312匹指示馬力（7,690千瓦特） | 1895年   | 1898年7月23日  | 1920年拆解 |
| 弗蕾亚号          | 2门210毫米40倍径速射炮 8门150毫米40倍径速射炮 | 40（1.6英寸） | 6,491公噸（6,388長噸） | 3轴，三胀式蒸汽机，18.4節（34.1每小時；21.2英里每小時），10,355匹指示馬力（7,722千瓦特） | 1895年   | 1898年10月20日 | 1921年拆解 |
| 菲内塔号          | 2门210毫米40倍径速射炮 8门150毫米40倍径速射炮 | 40（1.6英寸） | 6,705公噸（6,599長噸） | 3轴，三胀式蒸汽机，19.6節（36.3每小時；22.6英里每小時），10,646匹指示馬力（7,939千瓦特） | 1896年   | 1899年9月13日  | 1920年拆解 |
| 汉萨号            | 2门210毫米40倍径速射炮 8门150毫米40倍径速射炮 | 40（1.6英寸） | 6,705公噸（6,599長噸） | 3轴，三胀式蒸汽机，18.7節（34.6每小時；21.5英里每小時），10,388匹指示馬力（7,746千瓦特） | 1896年   | 1899年4月20日  | 1920年拆解 |

## 脚注

### 引文
1. ↑  Gardiner (1979)，第253–254頁.
2. 1 2 3 4 5  Gardiner & Gray，第142頁.
3. ↑  Gardiner (1979)，第249, 254頁.
4. ↑  Gröner (1990)，第ix頁.
5. 1 2 3 4 5 6 7 8  日本海人社 (2010)，第21頁.
6. ↑  海陆空天惯性世界 2004 11M，第33頁
7. 1 2  Grießmer (1999)，第177頁.
8. ↑  Gröner (1990)，第94–95頁.
9. ↑  Gottschall (2003)，第157–162頁.
10. ↑  Cooling (2007)，第95–96頁.
11. ↑  梁学伦 (1996)，第144頁.
12. 1 2 3 4 5 6 7 8 9  Gröner (1990)，第95頁.
13. ↑  Gröner (1990)，第94頁.
14. ↑  Gardiner (1979)，第253頁.
15. 1 2  日本海人社 (2010)，第42頁.
16. 1 2 3 4 5 6 7 8 9 10 11 12  Gröner (1990)，第46頁.
17. ↑  Willmott (2009)，第62頁.
18. ↑  Gottschall (2003)，第165頁.
19. ↑  Perry (2001)，第29–30頁.
20. 1 2 3 4 5  Gardiner (1979)，第254頁.
21. 1 2 3 4 5 6 7 8 9 10 11 12 13 14 15 16  日本海人社 (2010)，第44頁.
22. 1 2  日本海人社 (2010)，第45頁.
23. ↑  日本海人社 (2010)，第47頁.
24. ↑  Gröner (1990)，第47–48頁.
25. 1 2 3 4 5 6 7 8 9 10 11 12  Gröner (1990)，第48頁.
26. ↑  Perry (2001)，第29頁.
27. ↑  Mitchell (1999)，第86頁.
28. 1 2 3 4 5 6 7 8 9  Gröner (1990)，第47頁.